# Oppingen
Oppingen ist ein Dorf im Osten von Baden-Württemberg, 25 km nördlich von Ulm. Oppingen hat ungefähr 160 Einwohner. Seit 1975 gehört Oppingen zur Gemeinde Nellingen.

## Geschichte
Die erste Erwähnung von Oppingen erfolgte in einer Urkunde aus dem Jahr 1108. Der Ort wurde damals bereits Oppingen genannt und ist vermutlich eine alemannische Gründung aus dem 6. oder 7. Jahrhundert, der Ortsname würde demnach vermutlich auf einen alemannischen Stammesfürsten Oppo zurückgehen. Da der Ort jedoch keine typisch alemannische Haufendorf-Besiedlung aufweist, sondern längs einer alten Straßenkreuzung liegt, könnte er auch schon in römischer Zeit oder zuvor besiedelt worden sein und der Ortsname auf das römische Wort Oppidum („befestigter Ort“) zurückgehen. Da Funde aus der Alemannen- als auch der Römerzeit bislang fehlen, bleiben beide Erklärungen des Namens spekulativ. Zur Zeit der Römer führte jedenfalls eine Straße von Donnstetten nach Urspring zur Verbindung der Hilfskastelle des Alblimes nahe an Oppingen vorbei und nach dem Abzug der Römer beherrschten die Alemannen die Gegend und besiedelten diese.

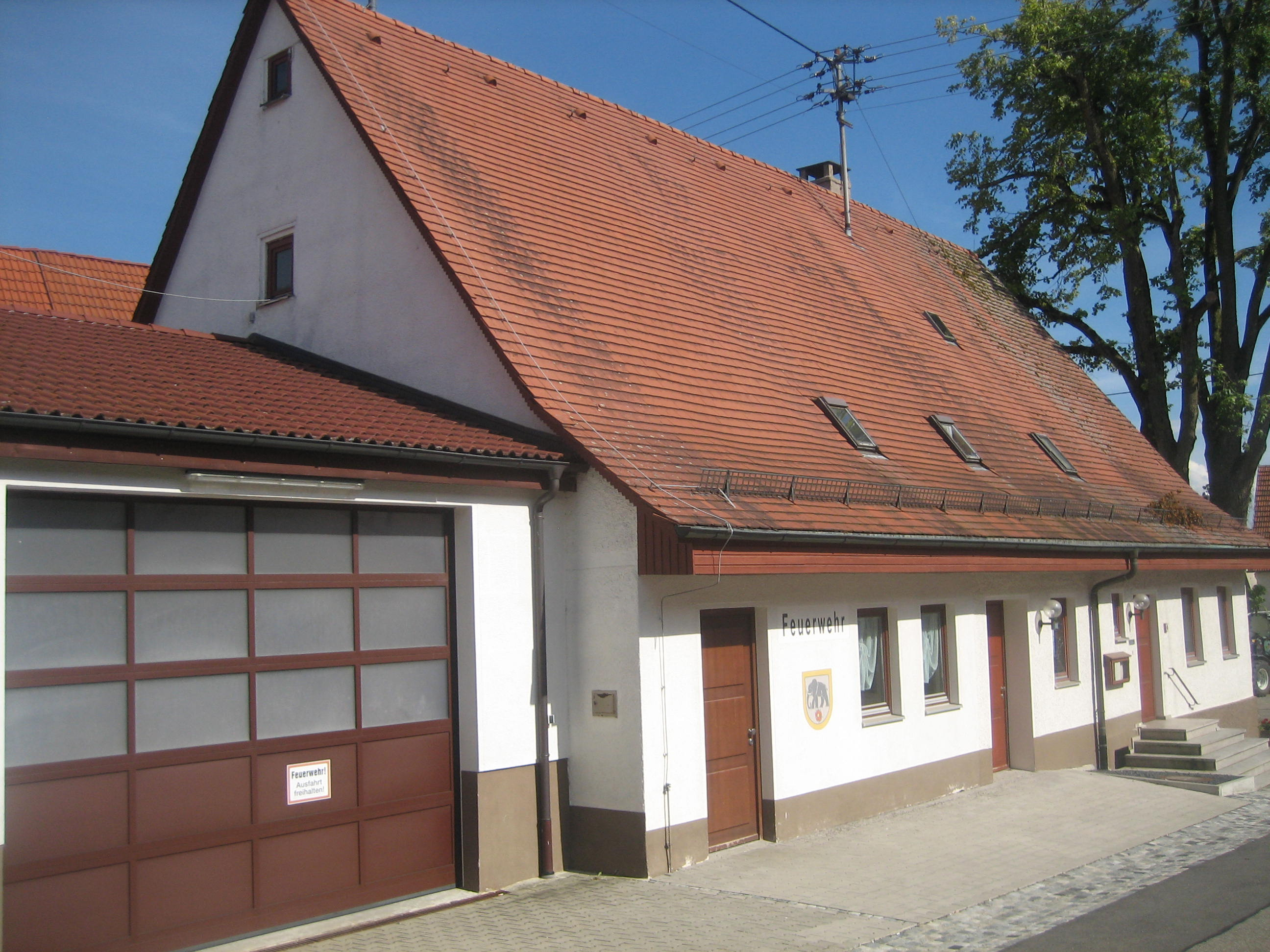
Feuerwehrhaus und Rathaus von Oppingen Ortsteil von Nellingen Alb-Donau Kreis

Im Hochmittelalter teilte Oppingen vermutlich die Geschichte mit dem benachbarten, jedoch später abgegangenen Achstetten; beide Dörfer scheinen Hofsiedlungen im Besitz der 1113 erstmals erwähnten Grafen von Helfenstein gewesen zu sein, in denen über Schenkungen auch das 1085 gegründete Kloster Blaubeuren Besitz erlangte. Der zentrale Hof Oppingens war der heutige Thierer Hof. Die Gebäude des Ortes waren längs der Ortsstraße sowie der rechtwinkligen Abzweige in Richtung Baurenhölzer und der ehemaligen Römerstraße aufgereiht.
1356 wurde die Herrschaft Helfenstein geteilt und Oppingen fiel mit Nellingen Ulrich X. von Helfenstein zu. 1396 veräußerten die verschuldeten Helfenstein den Besitz an die Reichsstadt Ulm. Oppingen blieb über die Jahrhunderte ein bäuerlich geprägtes Dorf, in dem aufgrund der konstant großen landwirtschaftlichen Nutzfläche bäuerliche Familienbetriebe dominierten und sich kein Zwang zum Nebenerwerb aber auch keine Siedlungsmöglichkeit für Allmendpächter bot. Die im Jahr 1415 in einem Helfensteiner Saalbuch verzeichneten 21 Hofstellen des Ortes blieben bis ins 19. Jahrhundert unverändert bestehen.
Aufgrund der Zugehörigkeit zu Ulm war Oppingen, trotz der Nähe zu Geislingen an der Steige und Blaubeuren als Zentren bäuerlicher Unruhen, kein Schauplatz des Deutschen Bauernkriegs. Auch im Dreißigjährigen Krieg blieb Oppingen wegen des Ulmer Schutzbündnisses mit Schweden von 1632 zunächst von kriegerischen Handlungen verschont, wurde jedoch im März 1647 gemeinsam mit Merklingen und Nellingen von französischen Truppen niedergebrannt.
Oppingen gehörte bis 1649 zum Amt Amstetten, bis 1774 zum Amt Türkheim, danach zum Amt Nellingen. 1802 kam Oppingen zunächst an das Kurfürstentum Bayern und 1810 schließlich zum Königreich Württemberg, wo es dem Oberamt Geislingen unterstellt war, bei dessen Auflösung der Ort 1938 zum Landkreis Ulm kam.
Am 1. Januar 1975 wurde Oppingen nach Nellingen eingemeindet.
Die Industrialisierung wirkte sich in Oppingen im Gegensatz zu einigen Orten des Umkreises nicht spürbar aus. Von 150 Einwohnern 1814 erhöhte sich die Einwohnerzahl bis 1842 auf 183 Einwohner und blieb danach nahezu konstant. 1982 wurden 148 Einwohner gezählt. Die heutige Siedlungsstruktur längs dem Straßenkreuz aus Nellinger-/Hauptstraße und Ortsstraße folgt praktisch noch dem historischen Straßendorf, wenngleich der Ort durch die Erschließung von einigen wenigen Neubauflächen nach allen Seiten über den mittelalterlichen Siedlungskern hinausgewachsen ist.

## Wappen
Das Wappen von Oppingen, das der Gemeinde am 16. Dezember 1952 vom Regierungspräsidium Nordwürttemberg verliehen wurde, zeigt in silbernem Feld einen schwarzen, schreitenden Elefanten und darunter eine fünfblättrige Rose, die grün bebutzt und golden besamt ist. Der Elefant deutet auf die frühere Ortsherrschaft, die Grafen von Helfenstein, hin. Die Rose erinnert an die Zugehörigkeit zum Ulmer Amt Geislingen.

## Sehenswürdigkeiten

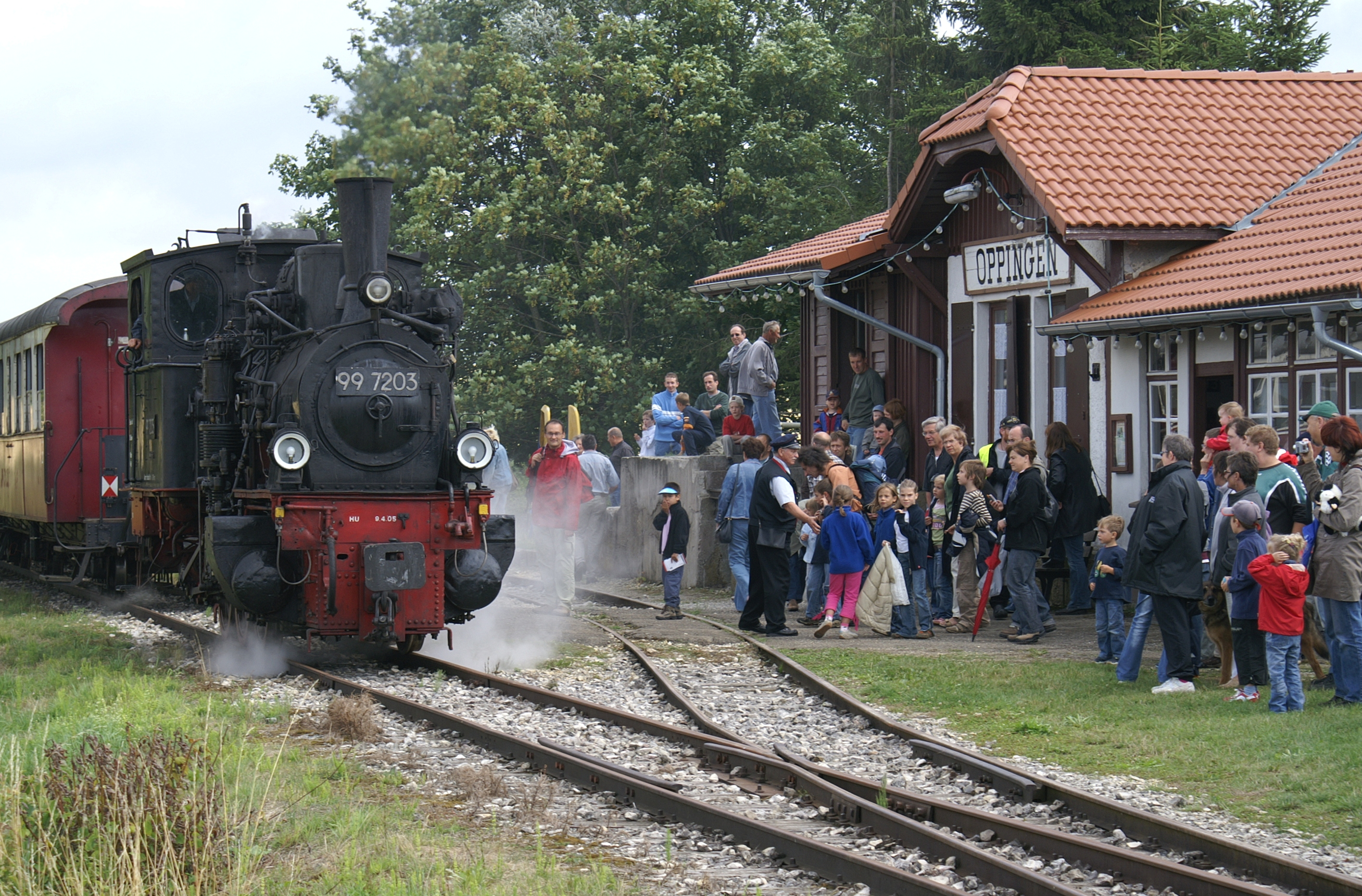
Das Albbähnle am Oppinger Bahnhof

- Michaelskirche, entstanden zwischen 800 und 1200 n. Chr., Turm und Schiff in ihrer heutigen Gestalt gehen vermutlich auf das Jahr 1591 zurück. Die historische Glocke von 1592 sollte im Zweiten Weltkrieg eingeschmolzen werden, wurde jedoch nach dem Krieg unversehrt in Hamburg aufgefunden und wieder nach Oppingen zurückgebracht. Die Orgel von 1826 ist die älteste Orgel des Kirchenbezirks.
- Segelfluggelände Oppingen-Au
- Schmalspurbahn Albbähnle